# 克里斯多夫·阿诺尔德

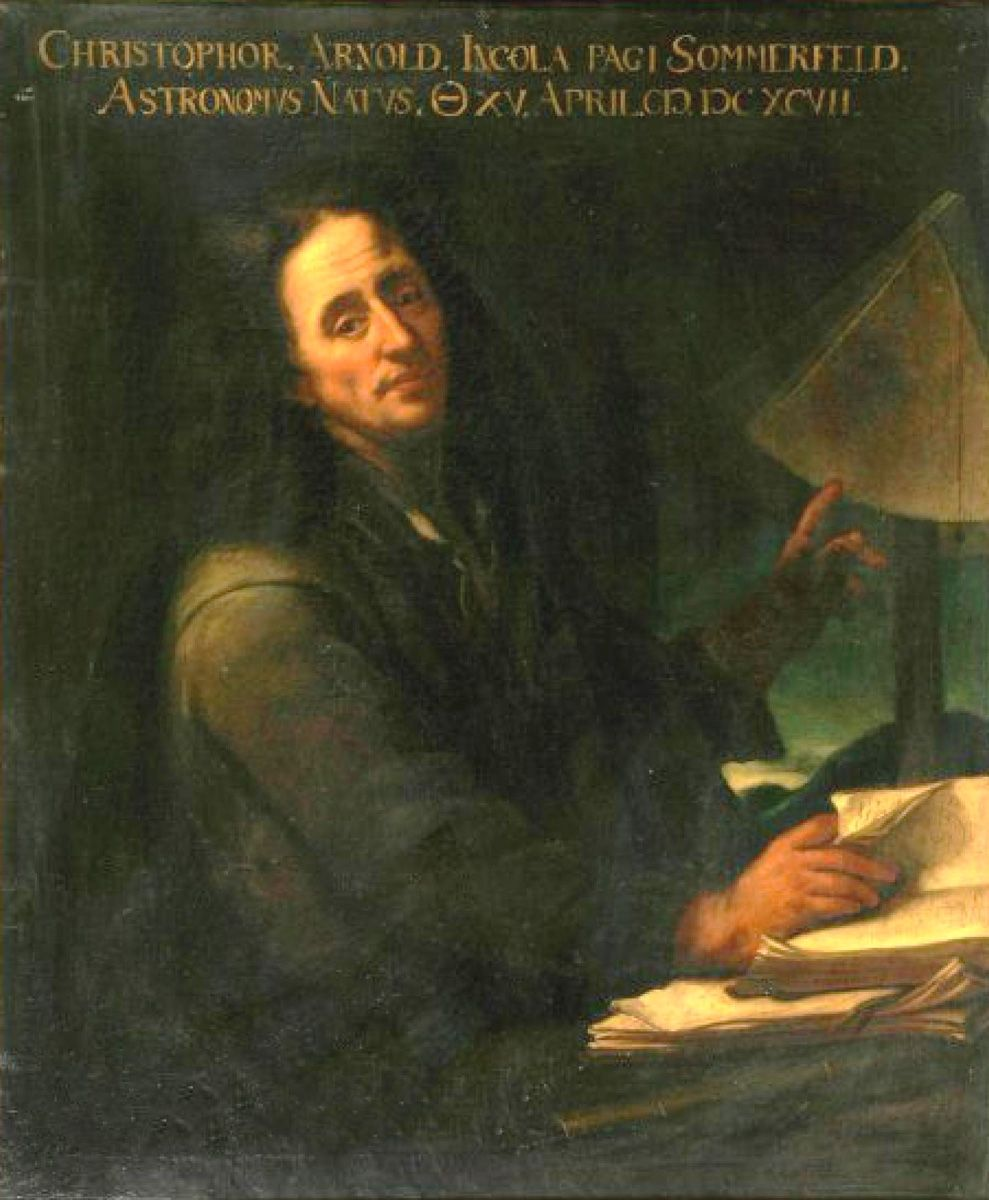
克里斯托弗·阿诺尔德.

克里斯托弗·阿诺尔德  （Christoph Arnold，1650年12月17日—1695年4月15日）是一位德国业余天文学家。

## 生平
1650年他出生在莱比锡附近的索末菲（Sommerfeld），是一位对天文极感兴趣的农场主，曾比波兰天文学家约翰·赫维留早8天发现了1686年大彗星。
当年柏林天文台台长，柏林首位“皇家天文学家戈特弗里德·基尔希（Gottfried Kirch）来到了莱比锡，并与他一道观察了大彗星的回归。也是在这里，基尔希遇到了他的第二任妻子-从阿诺德那里学到了天文学知识的玛丽亚·玛格丽特·温克尔曼（Maria Margarethe Winckelmann，1670年–1720年）。
阿诺尔德曾观测了1690年10月13日的水星凌日，为此他收到了一些钱款和来自莱比锡镇的退税。1692年他在莱比锡撰写了描述1690年水星凌日事件的一书-《神圣恩典的迹象-眼中看到的太阳奇迹》（Göttliche Gnadenzeichen, in einem Sonnenwunder vor Augen gestellt）。
1695年4月15日他在莱比锡去世。
月球上的阿诺尔德环形山就是以他的名字命名的。